# Сегал Михайло Юрійович
Сегал Михайло Юрійович (рос. Михаил Сегал; нар. 3 січня 1974, Орел, СРСР) — російський письменник, кінорежисер і сценарист.

## Біографія
У липні 2016 року входив до складу журі Національного конкурсу на 7-му Одеському міжнародному кінофестивалі.

## Фільмографія
- 2006 — Franz + Polina (режисер, сценарист, монтажер)
- 2012 — Розповіді (режисер, сценарист, монтажер)
- 2014 — Кіно про Алексєєва (режисер, сценарист, монтажер)